# Toquí de capell castany
El toquí de capell castany o toquí de cresta castanya (Arremon brunneinucha) és una espècie d'ocell passeriforme de terres altes que es distribueix de Mèxic a Perú. És membre de la família dels passerèl·lids. Ha estat situat també dins del gènere Buarremon, i ocasionalment en Atlapetes.

## Descripció
El toquí de capell castany és una espècie grossa, robusta, principalment terrestre, de 19 cm de llarg i 45 g de pes. L'espècie nominal Té un bec llarg i prim i peus i potes grosses. L'adult té un patró de cap distintiu, amb una capçada i un clatell castanys amb una vora grogosa, el front i els costats del cap són negres, té unes taques blanques al centre i a cada costat del front i una gola blanca que sovint s'infla quan l'ocell està excitat. Les parts superiors són color oliva fosc amb les ales més fosques. El pit central blanc està separat de la gola blanca per una banda negra a modus de collar. Els costats del pit són grisos i els flancs i la part inferior del ventre són de color verd oliva. Els ocells joves tenen una capçada de color marró sutge, la cara sutge i les parts superiors, la gola i el pit de color marró oliva.
Les subespècies es diferencien principalment per les marques del plomatge i la coloració: 
A. b. apertus no té (o gairebé no) supercili groc, també manca banda pectoral, és grisenc per sota, amb una línia central blanca des del pit fins a la ventilació; A. b. suttoni té la corona marró que s'estén fins al mantell, groc fort el supercili; A. b. macrourus és com la nominal però més grossa, de cua més llarga i més blanca per sota; A. b. aleni té banda pectoral, però no té supercili; A. b. elsae és com la nominal (tot i que geogràficament distant), però la capçada és més negre, té una franja central estreta i curta al front i el groc-taronja al costat de la capçada el té reduït o absent, de vegades amb un fort to verd oliva als flancs; A. b. frontalis de mitjana té el bec més llarg i gruixut que les altres subespècies, tres marques blanques a la banda frontal negra i la banda pectoral variable; A. b. inornatus té taques negres irregulars al costat del pit, manca el collar i parts blanquinoses per sota; A. b. allinornatus té el pit totalment blanc (sense collar), el bec curt, semblant a l'anterior però l'ala i la cua són més llargues.
El toquí de capell castany té una crida fina de color rosa i un psssst molt agut. La cançó del mascle consisteix en una barreja de xiulets i notes més agudes.

## Distribució i hàbitat
Es tracta d'un ocell comú al sotabosc dels boscos humits de muntanya i matolls, a 400–3500 m; a Panamà normalment per sobre dels 900 m.
A Costa Rica es troba al bosc subtropical carregat d'epífits, on sembla preferir el sotabosc més espès; també al bosc secundari de menor creixement i espès. A Guatemala es localitza en boscos temperats d'alzines (Quercus) i altres arbres de fulla ampla, barrejats amb pins (Pinus), també en gruixuts rodals de “xiprer” en alguns dels vessants més alts i a les vores dels camps de blat de moro; fins a 3050 m. On és simpàtric amb membres del grup A. torquatus que es troba habitualment a elevacions més baixes que aquest; en alguns llocs al revés, és a dir, superior als membres del grup A. torquatus.

## Comportament i cria
A Guerrero (Mèxic), fa la posta de mitjans de maig a juny i la cria es a l'agost. A Oaxaca cria a principis d'abril i a Guatemala ho fa a finals de juliol; a Costa Rica construeix el niu entre mitjans d'abril i agost (la majoria a partir d'abril); a Panamà es veuen pollets a mitjans de març; i a Colòmbia nidifica de març a agost.
El niu, construït per la femella, és una voluminosa copa i coberta de branques i fulles seques, folrada amb materials més fins com ara arrels i crins de cavall col·locat a menys de 2,5 m d'alçada en un arbust o arbre petit en un matoll dens o un barranc. La posta típica són 2 ous brillants, de vegades només 1, blancs o blau pàl·lid sense taques, que són incubats només per la femella durant 12-14 dies abans de l'eclosió. El període de cria de 13 dies
El toquí de capell castany s'alimenta d'insectes i aranyes extrets de la fullaraca amb el bec i també de baies i d'invertebrats dels arbustos baixos. Es veu en parelles o grups familiars.

## Taxonomia
La majoria d'autoritats taxonòmiques HBW i Clements, Howard & Moore i l'ITIS reconeixen deu subespècies:
- A. b. apertus (Wetmore, 1942) localitzat al sud de Veracruz (sud-est de Mèxic) (monotípic)
- A. b. brunneinucha (Lafresnaye, 1839) San Luis Potosí, oest i centre de Veracruz i nord d'Oaxaca (est de Mèxic).
- A. b. alleni (Parkes, 1954) El Salvador, Hondures i Nicaragua.
- A. b. suttoni (Parkes, 1954) Guerrero fins al centre d'Oaxaca (sud de Mèxic)
- A. b. macrourus (Parkes, 1954) Chiapas (sude de Mèxic) i sud-oest de Guatemala.
- A. b. elsae (Parkes, 1954) Costa Rica fins al centre de Panamà.
- A. b. frontalis (Tschudi, 1844) est de Panamà, Colòmbia, Veneçuela (excepte nord-oest), l'Equador (excepte centre sud) i Perú.
- A. b. allinornatus (Phelps & Phelps, 1949) nord-oest de Veneçuela.
- A. b. inornatus (Sclater & Salvin, 1879) centre sud d'Equador.
- A. b. nigrilatera (Rowley, 1968) Serralada sud de Mèxic (Oaxaca)

Amb A. b. nigrilatera descrita des de Cerro Baúl (extrem SE d'Oaxaca), al sud de Mèxic, hi ha controvèrsia. Qui la considera sinònim d’A. b. suttoni sembla més probable que sigui per motius biogeogràfics. A data d'avui, l'IOC no reconeix A. b. nigrilatera i la inclou en la A. b. suttoni.

## Arremon kuehnerii
Sovint inclòs al gènere Buarremon o Atlapetes. A. kuehnerii va ser descrita, com una nova espècie de les terres altes de Guerrero, a l'oest de Mèxic, únicament en base a l'ADN, sent idèntica, d'altra manera, als exemplars de la subespècie A. b. suttoni, amb la qual cosa es considera provisionalment sinònim. En un principi es va proposar tractar-les com a espècies separades però comparteix la cua negra i la manca de supercili de color groc-taronja de l'A. b. aleni i el cant no és diferent de la A. b. brunneinucha, a diferència de les subespècies més meridionals.